# 서바이벌 게임 (1972년 영화)
《서바이벌 게임》(영어: Deliverance)은 미국에서 제작된 1972년 스릴러 영화이다. 존 부어먼이 연출과 제작을 맡고, 존 보이트, 버트 레이놀즈, 네드 베이티, 로니 콕스 등이 출연하였다.
1973년 제45회 아카데미상에서 작품상, 감독상, 편집상 등 세 개 부문에 후보에 올랐다. 제30회 골든 글로브상에서는 드라마 영화 부문 작품상, 드라마 영화 부문 남우 주연상, 영화 부문 감독상 등 다섯 개 부문에 후보로 지명되었다.
2008년 이 영화는 미국 의회도서관에 의해 문화적으로, 역사적으로, 미적으로 중요함을 인정받아 미국 국립영화등기부에 선정, 보존되었다.

## 줄거리
조지아주 애틀랜타에 사는 네 명의 도시인 사업가 친구들이 일주일 동안 일이나 집안 걱정을 내려놓고 조지아주 북부 시골 처투가강에서 카누를 타기로 한다. 그러나 이곳 오지 주민들은 이들을 적대시하며 숲에서 잔인한 공격을 가하고, 이들이 꿈꾸던 느긋한 카누 여행은 순식간에 생존의 문제로 변해 버린다. 

## 출연진
- 존 보이트
- 버트 레이놀즈
- 네드 베이티
- 로니 콕스
- 빌 매키니
- 제임스 디키
- 빌리 레든
- 찰리 부어먼

## 기타 제작진
- 배역: 린 스톨매스터
- 미술: 프레드 하프먼

## 우리말 녹음
KBS 성우진 (1999년 7월 4일)
- 김세한 - 에드 (존 보이트)
- 엄주환 - 루이스 (버트 레이놀즈)
- 김정호
- 성선녀
- 조동희
- 김창주
- 안종익
- 김익태
- 임성표
- 김태웅
- 김혜미

## 같이 보기
- 생존 영화